# Antonino Calarco
Antonino Calarco, detto Nino (Messina, 29 ottobre 1932 – Messina, 25 agosto 2020) è stato un giornalista e politico italiano.

## Biografia
Giornalista della Gazzetta del Sud, ne fu direttore nel 1968 fino al 2012. Dal 1979 al 1983 fu senatore della Repubblica, eletto nella Democrazia Cristiana. Terminato il mandato parlamentare tornò alla direzione del giornale. Nel 1987 fu nominato presidente della società pubblica Stretto di Messina S.p.A., incaricata della realizzazione del ponte sullo stretto, dove restò fino al 2002.